# Elm Creek (Texas)
Elm Creek és una concentració de població designada pel cens dels Estats Units a l'estat de Texas. Segons el cens del 2000 tenia 1.928 habitants.

## Demografia
Segons el cens del 2000, Elm Creek tenia 1.928 habitants, 462 habitatges, i 437 famílies. La densitat de població era de 264 habitants per km².
Dels 462 habitatges en un 70,1% hi vivien nens de menys de 18 anys, en un 79,4% hi vivien parelles casades, en un 13,4% dones solteres, i en un 5,4% no eren unitats familiars. En el 5% dels habitatges hi vivien persones soles l'1,7% de les quals corresponia a persones de 65 anys o més que vivien soles. El nombre mitjà de persones vivint en cada habitatge era de 4,17 i el nombre mitjà de persones que vivien en cada família era de 4,31.
Per edats la població es repartia de la següent manera: un 44,2% tenia menys de 18 anys, un 8,5% entre 18 i 24, un 29,3% entre 25 i 44, un 14,4% de 45 a 60 i un 3,7% 65 anys o més.
L'edat mediana era de 23 anys. Per cada 100 dones de 18 o més anys hi havia 90,1 homes.
La renda mediana per habitatge era de 21.791 $ i la renda mediana per família de 21.706 $. Els homes tenien una renda mediana de 18.021 $ mentre que les dones 11.500 $. La renda per capita de la població era de 6.300 $. Aproximadament el 36,5% de les famílies i el 40,8% de la població estaven per davall del llindar de pobresa.

## Poblacions més properes
El següent diagrama mostra les poblacions més properes.